# Giro de Lombardia de 2012
O Giro de Lombardia de 2012, a 106º edição de esta clássica ciclista, disputou-se no sábado 28 de setembro de 2012, com um percurso de 251 km entre Bérgamo e Lecco.
O ganhador final foi Joaquim Rodríguez depois de atacar na última subida. Acompanharam-lhe no pódio Samuel Sánchez e Rigoberto Urán, respectivamente; que foram os mais rápidos, ou habilidosos devido à intensa chuva que caiu nos quilómetros finais, de um pequeno grupo perseguidor de uma dezena de corredores alguns dos quais como Samuel Sánchez tinham enlaçado na baixada.

## Equipas participantes
Participaram 25 equipas: os 18 de categoria UCI Pro Tour (ao ser obrigada a sua participação); mais 7 de categoria Profissional Continental mediante convite da organização (Androni Giocattoli-Venezuela, Team Argos-Shimano, Acqua & Sapone, Colnago-CSF Inox, Colombia-Coldeportes, Farnese Vini-Selle Italia e Utensilnord Named). Formando assim um pelotão de 199 corredores (cerca do limite de 200 estabelecido para carreiras profissionais), com 8 ciclistas a cada equipa (excepto o Sky que o fez com 7), dos que acabaram 54.
| Equipes ProTeam (18)- AG2R La Mondiale - Astana - BMC Racing Team - Euskaltel-Euskadi - FDJ-BigMat - Garmin-Sharp - Katusha Team - Lampre-ISD - Liquigas-Cannondale - Lotto-Belisol - Movistar Team - Omega Pharma-Quick Step - Orica-GreenEDGE - Rabobank - RadioShack-Nissan - Saxo Bank-Tinkoff Bank - Sky - Vacansoleil - DCM Equipes profissionais Continentais (7)- Acqua & Sapone (wielerploeg) - Androni Giocattoli-Venezuela - Argos-Shimano - Colnago-CSF Inox - Colombia-Coldeportes - Farnese Vini-Selle Italia - Utensilnord Named |
| |

## Classificação final
As classificações finalizaram da seguinte forma:
| \| Classificação geral \| Classificação geral \| Classificação geral \| Classificação geral \| Classificação geral \| \| Ciclista \| Ciclista \| Equipe \| Tempo \| \| \| ------------------- \| ---------------------- \| ---------------------------- \| ------------------- \| ------------------- \| \| 1. \| Joaquim Rodríguez \| Katusha \| 6h36m27s \| \| \| 2. \| Samuel Sánchez \| Euskaltel-Euskadi \| + 9s \| \| \| 3. \| Rigoberto Urán \| Team Sky \| + 9s \| \| \| 4. \| Mauro Santambrogio \| BMC Racing Team \| + 9s \| \| \| 5. \| Sergio Henao \| Team Sky \| + 9s \| \| \| 6. \| Ryder Hesjedal \| Garmin-Sharp \| + 9s \| \| \| 7. \| Bauke Mollema \| Rabobank \| + 9s \| \| \| 8. \| Oliver Zaugg \| RadioShack-Nissan \| + 9s \| \| \| 9. \| Alberto Contador \| Saxo Bank-Tinkoff Bank \| + 9s \| \| \| 10. \| Fredrik Kessiakoff \| Astana \| + 9s \| \| \| 11. \| Nairo Quintana \| Movistar Team \| + 9s \| \| \| 12. \| Franco Pellizotti \| Androni Giocattoli-Venezuela \| + 9s \| \| \| 13. \| Damiano Cunego \| Lampre-ISD \| + 35s \| \| \| 14. \| Alexandr Kolobnev \| Katusha \| + 57s \| \| \| 15. \| Simon Clarke \| Orica-GreenEDGE \| + 57s \| \| \| 16. \| Daniel Martin \| Garmin-Sharp \| + 23s \| \| \| 17. \| Greg Van Avermaet \| BMC Racing Team \| + 25s \| \| \| 18. \| Jean-Christophe Péraud \| AG2R La Mondiale \| + 25s \| \| \| 19. \| Matteo Rabottini \| Farnese Vini-Selle Italia \| + 25s \| \| \| 20. \| Danilo Di Luca \| Acqua & Sapone \| + 25s \| \| |                        |                              |          |
| |                        |                              |          |
| Fonte: ProCyclingStats |                        |                              |          |
| Classificação geral |                        |                              |          |
| Ciclista | Ciclista               | Equipe                       | Tempo    |
| 1. | Joaquim Rodríguez      | Katusha                      | 6h36m27s |
| 2. | Samuel Sánchez         | Euskaltel-Euskadi            | + 9s     |
| 3. | Rigoberto Urán         | Team Sky                     | + 9s     |
| 4. | Mauro Santambrogio     | BMC Racing Team              | + 9s     |
| 5. | Sergio Henao           | Team Sky                     | + 9s     |
| 6. | Ryder Hesjedal         | Garmin-Sharp                 | + 9s     |
| 7. | Bauke Mollema          | Rabobank                     | + 9s     |
| 8. | Oliver Zaugg           | RadioShack-Nissan            | + 9s     |
| 9. | Alberto Contador       | Saxo Bank-Tinkoff Bank       | + 9s     |
| 10. | Fredrik Kessiakoff     | Astana                       | + 9s     |
| 11. | Nairo Quintana         | Movistar Team                | + 9s     |
| 12. | Franco Pellizotti      | Androni Giocattoli-Venezuela | + 9s     |
| 13. | Damiano Cunego         | Lampre-ISD                   | + 35s    |
| 14. | Alexandr Kolobnev      | Katusha                      | + 57s    |
| 15. | Simon Clarke           | Orica-GreenEDGE              | + 57s    |
| 16. | Daniel Martin          | Garmin-Sharp                 | + 23s    |
| 17. | Greg Van Avermaet      | BMC Racing Team              | + 25s    |
| 18. | Jean-Christophe Péraud | AG2R La Mondiale             | + 25s    |
| 19. | Matteo Rabottini       | Farnese Vini-Selle Italia    | + 25s    |
| 20. | Danilo Di Luca         | Acqua & Sapone               | + 25s    |